# Tambourissa
Tambourissa es un género con 53 especies de plantas de flores perteneciente a la familia Monimiaceae. Son nativas de Madagascar y las Islas Mascareñas.

## Especies seleccionadas
- Tambourissa alaticarpa
- Tambourissa alternifolia
- Tambourissa amplifolia
- Tambourissa baroni
- Tambourissa bathiei
- Tambourissa beanjadensis
- Tambourissa boivinii
- Tambourissa bosseri
- Tambourissa capuronii
- Tambourissa cocottensis, Lorence
- Tambourissa pedicellata, Baker